# كاثرين كورتز
كاثرين كورتز (بالإنجليزية: Katherine Kurtz)‏ (18 أكتوبر 1944، كورال غيبلز في الولايات المتحدة)؛ كاتِبة وروائية أمريكية. درست في جامعة كاليفورنيا.